# Ozyptila aculeipes
Ozyptila aculeipes är en spindelart som beskrevs av Embrik Strand 1906. Ozyptila aculeipes ingår i släktet Ozyptila och familjen krabbspindlar.
Artens utbredningsområde är Tunisien. Inga underarter finns listade i Catalogue of Life.